# Sphegocephala angavokeliensis
Sphegocephala angavokeliensis är en biart som beskrevs av Gregory B. Pauly 1991. Sphegocephala angavokeliensis ingår i släktet Sphegocephala och familjen vägbin. Inga underarter finns listade i Catalogue of Life.